# 키시 에리나
키시 에리나(본명: 岸英梨奈, 1987년 1월 7일 ~ )는 일본의 가수. 스테이골드 뮤직 소속. 2006년 아이돌 유니트 "桜(모모)mint's"의 멤버로 활동. 연기 활동이 눈에 띄는 Erina는 2008년에는 Wii용 게임 "오네챤바라 Revolution"의 PR 걸로 활동하기도 했다.